# Rainer W. Kühne
Rainer Walter Kühne (Braunschweig, 23 de mayo de 1970) es un físico alemán.

## Biografía
Rainer W. Kühne obtiene se licencia en física en octubre de 1995 en la Universidad de Bonn y se doctora en julio de 2001 en la Universidad de Dortmund.
Anteriormente había publicado en 1997 una teoría acerca de la electrodinámica cuántica en la que predice la existencia de un segundo tipo de fotón (llamado fotón magnético) y de luz (llamado rayo de fotones magnéticos) ambos observados por August Kundt en el siglo XIX. Su descubrimiento físico sería, según este estudio, una prueba indirecta de la existencia de monopolos magnéticos.
Es más conocido sin embargo por su teoría acerca de la Atlántida, según la cual los Atlantes serían un pueblo marítimo que habría atacado los países del este del Mediterráneo alrededor de 1200 a. C. y la mítica ciudad de Atlantis estaría en la actual Andalucía. Estas hipótesis ya habían sido enunciadas por otros autores como Adolf Schulten, Otto Jessen, Richard Hennig, Jürgen Spanuth, Oscar Broneer y Rhys Carpenter.

## Publicaciones

### Publicaciones científicas de Rainer W. Kühne
- (en inglés) Cold fusion: pros and cons, Physics Letters A 155, 467-472 (1991).
- (en inglés) Possible explanations for failures to detect cold fusion, Physics Letters A 159, 208-212 (1991).
- (en francés) CNRS link para Cold fusion: pros and cons, Physics Letters A 155, 467-472 (1991).
- (en francés) CNRS link para Possible explanations for failures to detect cold fusion, Physics Letters A 159, 208-212 (1991)
- (en francés) The possible hot nature of cold fusion, Fusion Technology 25, 198-202 (1994)
- (en inglés) An extended micro hot fusion model for burst activity in deuterated solids, Fusion Technology 27, 187-189 (1995)
- (en inglés) On the Cosmic Rotation Axis, Modern Physics Letters A 12, 2473-2474 (1997)
- (en inglés) A Model of Magnetic Monopoles, Modern Physics Letters A 12, 3153-3159 (1997)
- (en inglés) Gauge Theory of Gravity Requires Massive Torsion Field, International Journal of Modern Physics A 14, 2531-2535 (1999)
- (en inglés) Time-Varying Fine-Structure Constant Requires Cosmological Constant, Modern Physics Letters A 14, 1917-1922 (1999)
- (en inglés) Thermodynamical properties of a spin-12 Heisenberg chain coupled to phonons, Physical Review B 60, 12125-12133 (1999)
- (en inglés) Spin-phonon chains with bond coupling, Physical Review B 65, 144438 (2002)
- (en inglés) Review of Quantum Electromagnetodynamics, Electromagnetic Phenomena 3, 86-91 (2003)
- (en inglés) preprint de
- (en inglés) Cartan's Torsion: Necessity and Observational Evidence, in: Relativity, Gravitation, Cosmology: New Development, Eds. Valeri Dvoeglazov and Augusto Espinoza Garrido (Nova Science Publishers, New York, 2004, ISBN 1-59033-981-9), p. 37-42.
- (en inglés) Possible Observation of a Second Kind of Light, in: Has the Last Word Been Said on Classical Electrodynamics?, Eds.: A. Chubykalo, A. Espinoza, R. Smirnov-Rueda, and V. Onoochin (Rinton Press, Paramus, 2004, ISBN 1-58949-036-3), p. 335-349.
- (en alemán) título: Betrachtungen zur von David Hestenes eingeführten Raumzeit-Algebra, supervizor: Prof. Dr. Wolfgang Kundt
- (en alemán) disertación
- (en inglés) disertación: Thermodynamics of Heisenberg chains coupled to phonons Archivado el 11 de junio de 2007 en Wayback Machine.

### Publicaciones acerca de la Atlántida
La teoría de la Atlántida en Tartessos elaborada por Rainer W. Kühne se ha divulgado extensamente. 
- Publicación original en la publicación científica Antiquity:
  - (en inglés) Rainer W. Kühne: publicación en Antiquity
- Publicaciones en los revistas científicas populares:
  - (en inglés) informe de Scientific American
  - (en inglés) informe de National Geographic
  - (en inglés) informe de EARSEL newsletter, p. 26 - 27 Archivado el 28 de septiembre de 2007 en Wayback Machine.
  - (en sueco) informe de NyTeknik Archivado el 30 de septiembre de 2007 en Wayback Machine.
- Artículos de revistas:
  - (en inglés) informe de Time magazine Archivado el 22 de noviembre de 2008 en Wayback Machine.
  - (en alemán) informe de Der Stern (enlace roto disponible en Internet Archive; véase el historial, la primera versión y la última).
  - (en alemán) informe de Profil Archivado el 8 de mayo de 2006 en Wayback Machine.
  - (en sueco) informe de Svenska Magasinet Archivado el 5 de agosto de 2007 en Wayback Machine.